# 夏河县人类下颌骨化石

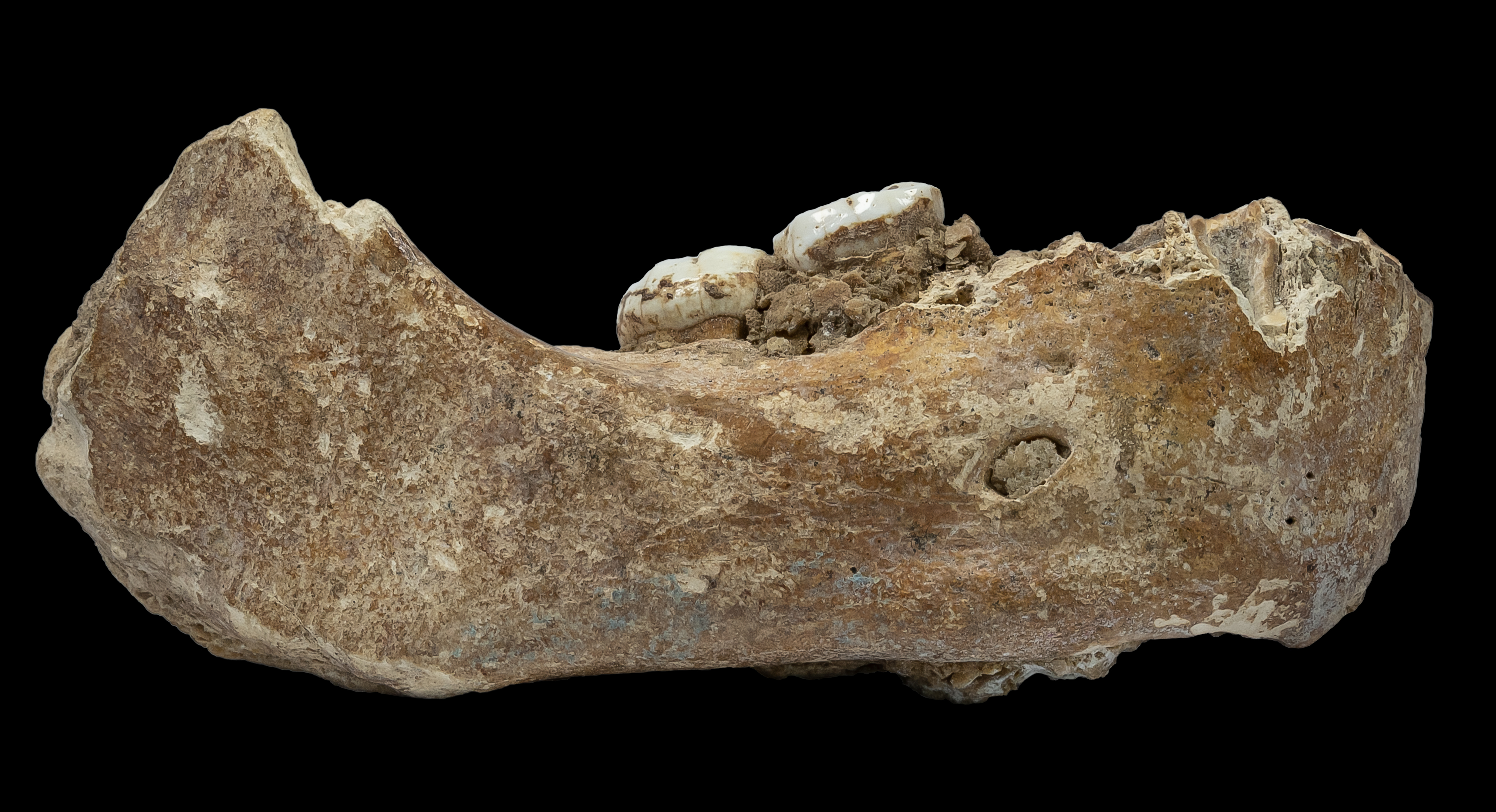
夏河县人类下颌骨化石

夏河县人类下颌骨化石（英語：Xiahe mandible）是在中国甘肃省夏河县白石崖溶洞发现的一块人族生物的下颌骨化石。白石崖溶洞位於青藏高原的東北部。通过古蛋白质组学分析，这是在丹尼索瓦洞穴以外第一个确认发现的丹尼索瓦人化石，還是目前已確認的丹尼索瓦人化石中最完整的一個。这个化石的发现显示了早期智人成功地适应了在16萬年前的高海拔、低氧环境。這項發現被《探索》雜誌（Discover）、科學新聞及Nova列為2019年度熱門科學故事榜單。

## 历史
夏河县人类下颌骨化石發現於1980年中国甘肅省夏河县的青藏高原東北角，當時一位在此冥想的藏傳佛教僧侣发现。他将化石交给了第六世贡唐仓活佛贡唐仓·久美丹贝旺旭；而貢唐倉祖古意識到這塊人類化石的不尋常，再将其捐赠给了兰州大学的第四纪地质学家董光荣。这块下颌骨不同寻常，董光榮及他的同僚陈发虎研究後仍不知道如何对其进行分类，因為他們二人的專長本來就是地質學，而不是古人類學；而這亦使這塊人骨被遺忘了數十年。
2010年，陈发虎与他的博士生张东菊开始與董光榮一同研究這塊骨，並前往夏河縣一帶考察過多個洞穴。由於距離發現人骨之時已有數十年，團隊花了整整六年才能確認人骨最初是在白石崖溶洞發現。由於溶洞被藏民視為聖地，需要宗教及文化局的許可才可以展開挖掘工作。该遗址于2016年进行了第一次考古调查，但直到2018年才进行了第一次系统性的发掘，並在洞穴入口处发现了诸多带有切痕的旧石器时代工具和动物骨头。
蘭州大學團隊于2016年主動聯絡马克斯·普朗克进化人类学研究所的Jean-Jacques Hublin，而Hublin及其博士生Frido Welker亦加入研究團隊，並透過蛋白質分析確認出人骨乃屬於丹尼索瓦人。

## 发现
下颌骨由部分下颌骨的右半部分和两颗相连的磨牙组成。下颌骨覆盖着碳酸盐壳。碳酸盐壳的铀系测年法表明，下颌骨的历史超过 160,000 年。它比尼阿底遗址早约120,000年，尼阿底遗址曾是已知最早的人类在高海拔、低氧环境中的存在。
研究人员未能从化石中提取DNA。然而，他们成功地在化石的一颗臼齿的牙本质中发现了幸存的古代蛋白质组；夏河蛋白质组与丹尼索瓦洞穴的高覆盖度的丹尼索瓦3的系统发育匹配最接近。蛋白质分析还表明，下颌骨表现出单个氨基酸多态性，即 COL1α2 R996K，仅与另一个有记录的标本 Denisova 3 相同;这种多态性在任何其他古代或现代参考种群中都没有发现。下颌骨还表现出自身独有的单个氨基酸多态性COL1α2 R996K。通过蛋白质分析，研究人员得出结论，夏河标本属于与丹尼索瓦石窟的丹尼索瓦人标本密切相关的种群。这是第一次仅使用蛋白质分析成功鉴定出古代古人类。[10]这是已知最完整的丹尼索瓦人化石。这一化石发现为古人类成功适应高海拔、低氧环境这一观点提供了支持证据。
下颌骨及其牙齿表现出中更新世古人类化石的典型一般形态。研究人员将下颌骨描述为“非常坚固”。夏河下颌骨有一个明显的特征，即大牙齿，这与丹尼索瓦洞穴记录的丹尼索瓦人化石相似。下颌骨在形态上也与一些后来的东亚化石（如澎湖1号）相似。

## 后续

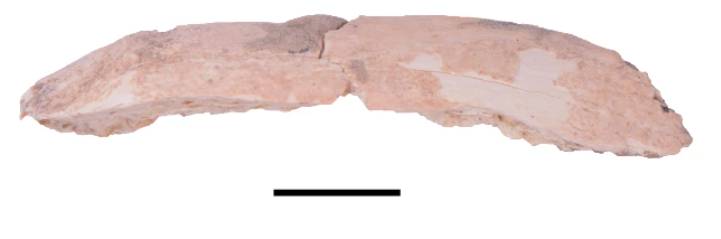
夏河2号

在2024年7月，Xia et al.发现了一个人科的肋骨标本，研究者将其命名为“夏河2号”，其所在地层年龄为48–32 ka。进一步的蛋白质组学分析显示其与丹尼索瓦3号类似。

### 引用
1. ↑  . 内蒙古日报微信公众号. 2023-07-26  [2023-08-08]. （原始内容存档于2023-08-10） （中文（简体））.
2. 1 2  Gibbons 2019.
3. 1 2 3 4  Hublin 2019.
4. 1 2 3 4  Wu 2019.
5. ↑  He 2019.
6. 1 2 3  Chen et al. 2019.
7. ↑  Chen et al. 2019，(Supplementary).
8. ↑  Max-Planck-Gesellschaft 2019.
9. 1 2  Warren 2019.
10. ↑  Xia 2024，第111頁.

### 资料來源
- Chen, Fahu; Welker, Frido; Shen, Chuan-Chou; Bailey, Shara E.; Bergmann, Inga; Davis, Simon; Xia, Huan; Wang, Hui; Fischer, Roman; Freidline, Sarah E.; Yu, Tsai-Luen; Skinner, Matthew M.; Stelzer, Stefanie; Dong, Guangrong; Fu, Qiaomei; Dong, Guanghui; Wang, Jian; Zhang, Dongju; Hublin, Jean-Jacques.  (PDF). Nature (Springer Science and Business Media LLC). 1 May 2019, 569 (7756): 409–412  [2023-08-08]. Bibcode:2019Natur.569..409C. ISSN 0028-0836. PMID 31043746. S2CID 141503768. doi:10.1038/s41586-019-1139-x. （原始内容存档 (PDF)于2019-12-13） （英语）.
- Gibbons, Anne. . Science | AAAS. 1 May 2019  [1 May 2019]. （原始内容存档于2019-05-01）.
- He, Liping. . The Paper. 2019-05-02  [2019-05-06]. （原始内容存档于2021-06-29） （中文）.
- Hublin, Jean-Jacques. . SAPIENS. 1 May 2019  [2 May 2019]. （原始内容存档于2019-05-28）.
- . Max-Planck-Gesellschaft. 11 April 2019  [1 May 2019]. （原始内容存档于2019-05-06）.
- Warren, Matthew. . Nature. 1 May 2019, 569 (7754): 16–17. Bibcode:2019Natur.569...16W. PMID 31043736. S2CID 141503756. doi:10.1038/d41586-019-01395-0 .
- Wu, Bin. . Sohu. 2 May 2019  [2 May 2019]. （原始内容存档于2019-05-02） （中文）.
- Xia, Huan; Zhang, Dongju; Wang, Jian; Fagernäs, Zandra; Li, Ting; Li, Yuanxin; Yao, Juanting; Lin, Dongpeng; Troché, Gaudry; Smith, Geoff M.; Chen, Xiaoshan; Cheng, Ting; Shen, Xuke; Han, Yuanyuan; Olsen, Jesper V.; Shen, Zhongwei; Pei, Zhiqi; Hublin, Jean-Jacques; Chen, Fahu; Welker, Frido. . Nature. 2024-08-01, 632 (8023): 108–113. PMC 11291277 . PMID 38961285. doi:10.1038/s41586-024-07612-9.|  | 本條目含有的部分文本，以CC BY 4.0授權條款釋出。 |